# گاومینگ
گاومینگ (به لاتین: Gaoming District) یک سکونتگاه مسکونی در جمهوری خلق چین است که در فوشان واقع شده‌است.

## خصوصیات
گاومینگ ۹۶۷٫۴ کیلومترمربع مساحت و ۴۲۰٬۰۴۴ نفر جمعیت دارد.